# Westair Aviation
A Westair Aviation Limited é uma companhia aérea namibiana que oferece serviços regulares de passageiros sob a marca FlyWestair, bem como serviços de carga e ACMI, com base em Windhoek-Eros.

## História
Em 1967, a Westair Aviation começou como uma instalação de manutenção de aeronaves e desde então se tornou uma empresa de aviação de passageiros e carga. A companhia aérea tornou-se fornecedora de serviços ad-hoc e também de fretamento aéreo na Namíbia, fornecendo serviços de arrendamento de longo prazo e manutenção de aeronaves. A companhia aérea também opera uma variedade de voos de carga aérea programados e não programados e tem oferecido um serviço de carga dedicado à DHL nos últimos 20 anos.
Em junho de 2005, a Stimulus Investment Limited, uma empresa de investimento local da Namíbia adquiriu 29% do total das ações ordinárias emitidas da Westair Aviation, com a administração da companhia aérea retendo 71% das ações ordinárias. A Stimulus vendeu as ações de volta para a administração da Westair em 2014 e não é mais acionista da Westair.
Em novembro de 2015, a Westair Aviation adquiriu um Embraer ERJ-145 da LOT Polish Airlines. Batizado de 'Tatekulu', este twinjet de 50 lugares foi a primeira adição à frota especializada das companhias aéreas.
Em abril de 2018, a companhia aérea planejava expandir sua network de passageiros para cinco destinos programados e seis aeroportos em dois países diferentes na África Austral. Em junho de 2019, a companhia aérea recebeu o status de transportadora designada pela Comissão de Transporte da Namíbia. Os voos locais programados começaram em 24 de junho de 2019 de sua base no Aeroporto de Eros sob a marca recém-criada FlyWestair. Em setembro de 2019, a companhia aérea revelou planos de iniciar seu primeiro destino internacional com voos do Aeroporto Eros para a cidade do Cabo.

## Frota

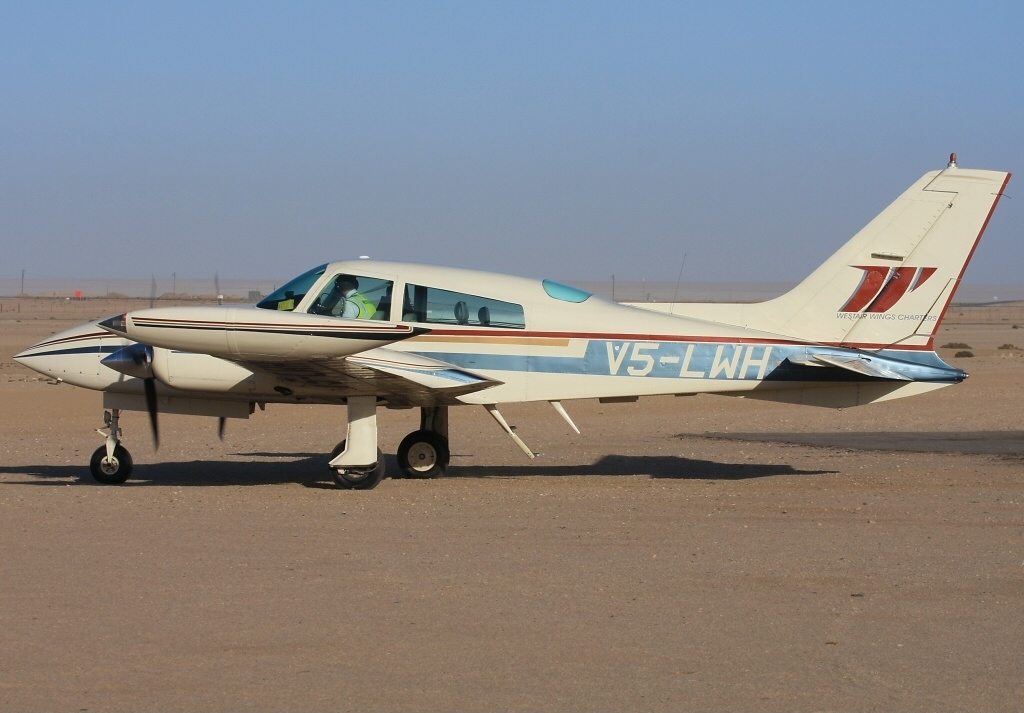
Um Cessna 310 da Westair Aviation

A frota atual da Westair Aviation consiste em mais de 30 aeronaves. A aeronave se adequa a operações relevantes, como transporte de carga, rotação de tripulação para operações de mineração e oferta de fretamento VIP ao governo da Namíbia. A frota da Westair Aviation é composta por aeronaves Embraer, Beechcraft, Piper e Cessna, sendo o Embraer ERJ-145 a maior delas.

## Acordos
A Westair Aviation compartilha o código com a seguinte companhia aérea:
- RwandAir[13]